# ال واله (جمهوری دومنیکن)
ال واله (به لاتین: El Valle) یک منطقهٔ مسکونی در جمهوری دومینیکن است که در استان آتو مایور واقع شده‌است. ال واله ۱۶۱٫۱۲ کیلومتر مربع مساحت و ۸٬۸۵۵ نفر جمعیت دارد.